# Carl Robe
Carl Gustav Adolf Robe (* 3. August 1801 in Frankfurt (Oder); † 19. Juni 1864 in Hirschberg in Schlesien) war ein deutscher Jurist und Politiker.
Robe besuchte das Gymnasium in Frankfurt/Oder. Ab 1821 studierte er Rechtswissenschaften. Er war Rechtsanwalt und Notar in Hirschberg und wurde mit dem Titel eines Justizrates ausgezeichnet.
1849 war er Mitglied der I. preußischen Kammer. 1849 bis 1852 war er Mitglied in der II. preußischen Kammer. 1850 gehörte er dem Volkshaus des Erfurter Unionsparlaments an. 